# Joe Unger
Joseph Unger (* 25. Mai 1949 im Lake County, Tennessee) ist ein US-amerikanischer Schauspieler.

## Karriere
Ungers erster Auftritt in einem Film war in Die letzte Schlacht aus dem Jahre 1978. 1981 trat er im Film Die Klapperschlange auf. Bekannt ist er jedoch vor allem für seine Rolle als Sgt. Garcia im Film Nightmare – Mörderische Träume sowie für seine Rolle als Tinker, einer der Brüder von Leatherface, in Leatherface: Texas Chainsaw Massacre III. 
Des Weiteren trat Unger oft im Fernsehen in einer Gastrolle auf, darunter in den Serien Das A-Team, Airwolf, Cagney & Lacey, Pretender und Carnivàle. Auch ist er als Synchronsprecher tätig. So lieh er unter anderem einer Figur aus Die totale Erinnerung – Total Recall seine Stimme. Auch sprach er die Rolle von „Joe the Vampire Hunter“ in der Zeichentrickserie Mary Shelley's Frankenhole. Zuletzt war er 2014 im Film In Your Eyes als Wayne zu sehen. Sein Schaffen für Film und Fernsehen umfasst mehr als 60 Produktionen.

## Filmografie (Auswahl)
- 1978: Die letzte Schlacht (Go Tell the Spartans)
- 1983: Christine
- 1984: Joy of Sex
- 1984: Nightmare – Mörderische Träume (A Nightmare on Elm Street)
- 1984: Das A-Team (The A-Team, Fernsehserie, Folge 3x13)
- 1985: Airwolf (Fernsehserie, Folge 2x18)
- 1985–1986: Polizeirevier Hill Street (Hill Street Blues, Fernsehserie, 3 Folgen)
- 1986: Cagney & Lacey (Fernsehserie, Folge 5x16)
- 1986: Höllenfahrt nach Lordsburg (Stagecoach) (Fernsehfilm)
- 1986: Sledge Hammer! (Fernsehserie, 2 Folgen)
- 1987: Ein Engel auf Erden (Highway to Heaven, Fernsehserie, Folge 3x20)
- 1987: Twilight Zone (The Twilight Zone, Fernsehserie, Folge 2x08)
- 1987: Barfly
- 1990: Leatherface: Texas Chainsaw Massacre III
- 1993: Pumpkinhead II (Pumpkinhead II: Blood Wings)
- 1995: Dr. Quinn – Ärztin aus Leidenschaft (Dr. Quinn, Medicine Woman, Fernsehserie, 2 Folgen)
- 1996: Walker, Texas Ranger (Fernsehserie, Folge 4x14)
- 1996: Emergency Room – Die Notaufnahme (ER, Fernsehserie, Folge 3x8)
- 1997: Bad Pack (The Bad Pack)
- 1998: JAG – Im Auftrag der Ehre (JAG, Fernsehserie, Folge 4x09)
- 1999: Black & White – Gefährlicher Verdacht (Black & White)
- 2000: Südlich des Himmels – Westlich der Hölle (South of Heaven, West of Hell)
- 2000: Am Anfang war ein Mord (Stranger Than Fiction)
- 2004: Death and Texas
- 2006: The Visitation
- 2006: Vergeltung – Sie werden Dich finden (Altered)
- 2007: Moving McAllister
- 2008: Criminal Minds (Fernsehserie, Folge 4x04)
- 2010: Justified (Fernsehserie, Folge 1x09)
- 2010–2012: Mary Shelley’s Frankenhole (Fernsehserie, 10 Folgen)
- 2013–2015: Axe Cop (Fernsehserie, 4 Folgen, Stimme)
- 2014: The Road Within